# NGC 6860
NGC 6860 (другие обозначения — PGC 64166, ESO 143-9, AM 2004-611, IRAS20044-6114) — спиральная галактика (Sb) в созвездии Павлин.
Этот объект входит в число перечисленных в оригинальной редакции «Нового общего каталога».